# Derby Sketching Club
Derby Sketching Club er en forening for malere og tegnere i Derby, England. Foreningen blev stiftet i 1887 og mødes fem gange om ugen i Derby-forstaden Littleover, hvor medlemmerne arbejder med deres kunst. Blandt foreningens tidlige medlemmer kan nævnes F. Booty, Alfred John Keene, William Swindell, George Thompson, Charles Terry og Frank Timms.

## Historie
En gruppe unge mænd stiftede i 1887 Derby Sketching Club med det formål at de og andre kunne male og tegne og dele interessen med andre. Det årlige kontingent blev 2 shilling 6 pence. Gruppens første udstilling fandt sted i januar 1889 i Athenaeum Rooms.
Derby Ladies Art Group blev stiftet i 1922, og i 1951 holdt de to grupper for første gang en fællesudstilling i forbindelse med Festival of Britain. I 1966 blev de to foreninger lagt sammen.
Kunstsamleren Alfred E. Goodey samlede på værker af Derby Sketching Clubs medlemmer og gav i 1940'erne sin samling til Derby Museum and Art Gallery. 
Foreningen er stadig aktiv, mødes, har gæsteforelæsninger og holder udstillinger, og foreningen benytter sin website til at fremvise medlemmernes arbejder.

## Andre væsentlige medlemmer
Ernest Townsend, R.W. Bardill, Harold Gresley, J.P. Wale

## Eksterne links
- Officiel website Arkiveret 24. oktober 2020 hos  Wayback Machine

| Kunst | Spire Denne artikel om kunst er en spire som bør udbygges. Du er velkommen til at hjælpe Wikipedia ved at udvide den. |